# Орден Святого Губерта
Орден святого Губерта (нім. Der Orden des Heiligen Hubertus), під назвою орден Горна, (відомий також як орден Мисливського Рогу або орден Вірності), був започаткований 1444 року Герхардом V, герцогом Юліх-Берзьким, на пам'ять про воєнну перемогу над Арнольдом Егмонтським під Равенсбургом у день Святого Губерта (3 листопада) під час суперечки за спадщину. Деякі джерела відносять заснування ордену до 1473—1475 років.
Святий Губерт (~655-727) був місіонером та єпископом Л'єзьким, який за легендою навернувся у християнську віру після того, як йому явився олень із сяючим хрестом між рогами, і згодом був визнаний покровителем мисливців.
До 1609 року орден згас разом із герцогським родом.
На початку XVIII століття герцогство Юліх-Берзьке відійшло до Іоганна Вільгельма, герцога Нойберзького, курфюрста Пфальц-Нойберга, й у 1708 році він відновив забутий упродовж ста років орден. Іоганн Вільгельм став гросмейстером ордену та вручив його знаки кільком своїм придворним разом зі значним пенсіоном та умовами роздати десяту частину отриманих грошей біднякам, а також пожертвувати на доброчинність деяку частину суми у день вступу до ордену.
До кінця XVIII століття більша частина Пфальцу перейшла до Баварії, і Максиміліан Йосип IV, курфюрст Баварський, який згодом став королем Баварії, 30 березня 1800 року затвердив орден під назвою ордена Святого Губерта, а у 1808 році зробив його найвищим баварським орденом, зарезервувавши його для дванадцяти лицарів із числа найзнатніших графів та баронів Баварії, а також для членів королівської родини та іноземних принців. Надалі обмеження на кількість лицарів не додержувалось. Первинно вимагалось, щоб до вступу в орден кавалер пробув не менше шести років командором ордену Баварської Корони, але згодом, у статуті 1808 року з'явились вимоги не бути членом інших орденів, яке, втім, серйозно не сприймалось.

## Опис

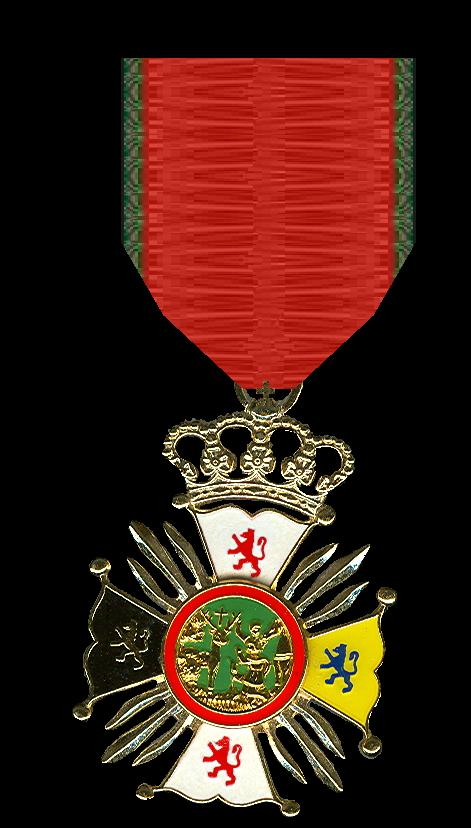

Знак ордену є золотим восьми кінцевим хрестом білої емалі з золотими язичками, увінчаний короною. На центральному медальйоні знаку зображено сцену явлення оленя святому Губерту. Колом — девіз ордену «IN TRAU VAST» («Стійкий у вірності»). На реверсі медальйона зображено державу й розміщено напис «In memoriam recuperatae dignitalis avitae 1708». Повсякденний знак міг прикрашатись камінням, але для урочистих випадків надягався знак на орденському ланцюгу без каміння.
Орденський ланцюг складався спочатку з маленьких мисливських рогів, згодом він почав виготовлятись із золота й налічував 42 ланки — почергові зображення навернення святого Губерта й монограм девізу ордена I.T.V.
Зірка ордену восьмикінцева, шита зі срібних ниток, згодом срібна, на зірку накладено хрест, на медальйоні якого розміщено девіз ордена.